# Чемпіонат світу з трекових велоперегонів 1990
Чемпіонат світу з трекових велоперегонів 1990 проходив з 21 по 26 серпня 1990 року в Маебасі, Японія. Усього на чемпіонаті розіграли 15 комплектів нагород — 12 у чоловіків та 3 у жінок.

## Медалісти

### Чоловіки
Професіонали
| Дисципліна                         | Золото           | Срібло            | Бронза              |
| Спринт                             | Міхаель Хюбнер   | Клаудіо Ґолінеллі | Стівен Пейт         |
| Індивідуальна гонка переслідування | В'ячеслав Єкімов | Франсіс Моро      | Арман де Лас Куевас |
| Кейрін                             | Міхаель Хюбнер   | Мішель Ваартен    | Клаудіо Ґолінеллі   |
| Гонка за очками                    | Лоран Біонді     | Мікаель Маркуссен | Денні Кларк         |
| Гонка за лідером                   | Вальтер Бругна   | Петер Штайґер     | Денні Кларк         |

Аматори
| Дисципліна                         | Золото                                                                | Срібло                                                               | Бронза                                                              |
| Спринт                             | Біл Хук                                                               | Курт Харнетт                                                         | Єнс Фідлер                                                          |
| Гіт на 1000 м                      | Олександр Кириченко                                                   | Мартін Віннікомб                                                     | Єнс Ґлюкліх                                                         |
| Індивідуальна гонка переслідування | Євгеній Берзін                                                        | Валерій Батура                                                       | Майкл Маккарті                                                      |
| Командна гонка переслідування      | СРСР Євгеній Берзін Валерій Батура Дмитро Нелюбін Олександр Гонченков | ФРН Міхаель Ґлокнер Штефан Штайнвеґ Ерік Вайспфенніґ Андреас Вальцер | Австралія Бретт Ейткен Стівен Мак-Глід Даррен Вінтер Марк Кінґсленд |
| Спринт на тандемах                 | Італія Джанлука Капітано Федеріко Паріс                               | Японія Інамура Наіхіро Саіто Тошінобу                                | ФРН Уве Бухтман Маркус Наґель                                       |
| Гонка за лідером                   | Роланд Кьонгсхофер                                                    | Давід Соларі                                                         | Андреа Беллаті                                                      |
| Гонка за очками                    | Стівен Мак-Глід                                                       | Бруно Рісі                                                           | Ян Бо Петерсен                                                      |

### Жінки
| Дисципліна                         | Золото             | Срібло               | Бронза        |
| Спринт                             | Конні Параскевін   | Рене Дюпрель         | Рита Размайте |
| Індивідуальна гонка переслідування | Леонтін ван Морсел | Мадонна Харріс       | Барбара Ґанц  |
| Гонка за очками                    | Карен Холлідей     | Світлана Самохвалова | Крістел Веркс |

## Загальний медальний залік
| Місце  | Країна        | Золото | Срібло | Бронза | Загалом |
| ------ | ------------- | ------ | ------ | ------ | ------- |
| 1      | СРСР          | 4      | 2      | 1      | 7       |
| 2      | НДР           | 3      |        | 2      | 5       |
| 3      | Італія        | 2      | 2      | 1      | 5       |
| 4      | Австралія     | 1      | 1      | 4      | 6       |
| 5      | Франція       | 1      | 1      | 1      | 3       |
| 5      | США           | 1      | 1      | 1      | 3       |
| 7      | Нова Зеландія | 1      | 1      |        | 2       |
| 8      | Нідерланди    | 1      |        |        | 1       |
| 8      | Австрія       | 1      |        |        | 1       |
| 10     | Швейцарія     |        | 2      | 2      | 4       |
| 11     | Бельгія       |        | 1      | 1      | 2       |
| 11     | Данія         |        | 1      | 1      | 2       |
| 11     | ФРН           |        | 1      | 1      | 2       |
| 14     | Канада        |        | 1      |        | 1       |
| 14     | Японія        |        | 1      |        | 1       |
| Всього | Всього        | 15     | 15     | 15     | 45      |